# Саламандра (фільм)
Саламандра (англ. The Salamander) — трилер 1981 року.

## Сюжет
Розслідуючи справу про вбивство високопосадового генерала, полковник поліції Данте Маттуччі з'ясовує, що покійний був пов'язаний з італійськими неофашистами. Несподівано для Матуччі справу про вбивство засекречують. Тоді він починає власне розслідування. У цьому йому береться допомогти мільярдер Бруно Манціні. Під час розслідування з'ясовується, що в Італії існує потужна військово-фашистська організація, яка пов'язана з міжнародною мафією і збирається вчинити в країні політичний переворот.

## У ролях
| Актор             | Роль                                   |
| ----------------- | -------------------------------------- |
| Франко Неро       | полковник Данте Матуччі                |
| Ентоні Квінн      | Бруно Манціні                          |
| Мартін Болсам     | капітан Стефанеллі                     |
| Сібіл Даннінг     | Лілі Андерс                            |
| Крістофер Лі      | принц Балдасар, директор контррозвідки |
| Клівон Літтл      | майор Карл Малиновські, USMC           |
| Пол Л. Сміт       | Хірург                                 |
| Джон Стайнер      | капітан Родіті                         |
| Клаудія Кардинале | Єлена Лепорелло                        |
| Елай Воллак       | генерал Лепорелло                      |